# Austrian Death Machine
Austrian Death Machine är ett thrash metal-band från San Diego, Kalifornien, grundat av As I Lay Dyings sångare Tim Lambesis 2008, som en parodi och hyllning till skådespelaren och Kaliforniens guvernör, Arnold Schwarzenegger. Många journalister har pekat på att idén med ett Schwarzenegger-baserat metalband redan fanns, i musikgruppen ArnoCorps, som spelat live i såväl Kalifornien som Storbritannien redan sju år innan Lambesis grupp bildades. Tim Lambesis pekar dock på att det inte finns någon rivalitet mellan banden, då ArnoCorps är ett punkband och Austrian Death Machine är ett metalband, och de har också olika syn på Arnold Schwarzenegger.
Tim Lambesis skriver och spelar in i princip all musik själv: sång, gitarr, bas och trummor. Det han inte gör själv är dels rösten föreställandes Arnold Schwarzenegger-parodin "Ahhhnold", som på första albumet framfördes av Chad Ackerman och på det andra a Josh Robert Thompson, samt gitarrsolon, som spelas av gitarrister från olika band. Lambesis har sagt att där As I Lay Dying är "uppriktigt och fyllt av passion", är Austrian Death Machine tvärtom ett "utlopp för ren testosteron och dumhet".
Bandets första album, Total Brutal, släpptes 22 juli 2008. 29 november samma år släpptes i samband med julen EP:n A Very Brutal Christmas, som huvudsakligen var en singel för låten "Get to the Choppa", men även innehöll en cover av "Jingle Bells" samt en cover av Judas Priests låt "Hell Bent for Leather". På turnén efter Total Brutal skrev Tim Lambesis på sin Myspace-blogg att han planerade ett nytt album, bestående av två skivor; den första med nykomponerat material, och den andra med covers. När han kom hem på sommaren 2009 började han direkt jobba med albumet Double Brutal, som släpptes 29 september samma år.

## Bandmedlemmar
- Tim Lambesis – sång, gitarr, basgitarr, trummor (2008–)
- Chad Ackerman – "Ahhhnold" (Schwarzenegger-imitation) på Total Brutal
- Josh Robert Thompson – "Ahhhnold" (Schwarzenegger-imitation) på Double Brutal
- Timothy Benham – Schwarzenegger-imitation på Double Brutal (2009)
- Joe Gaudet – Schwarzenegger-imitation på Triple Brutal (2014)

### Livemedlemmar
- JP Gericke – gitarr
- Mark MacDonald — gitarr

### Tidigare livemedlemmar
- Justin Olszewski – Schwarzenegger-imitation, sång (2009–2014)
- Emil Werstler – guitar
- Josh Gilbert – basgitarr (2009–2014)

+Jon "The Charn" Rice – trummor (2009–2014)

### Session-gitarrister
- Jason Suecof (från Capharnaum)
- Mark MacDonald (från Mercury Switch)
- Dan Fitzgerald
- Adam Dutkiewicz (från Killswitch Engage)
- Nick Hipa (från As I Lay Dying)
- Eyal Levi & Emil Werstler (från Dååth)
- Jason Barnes (från Haste the Day)
- Andrew Tapley (från The Human Abstract)
- Rusty Cooley (från Outworld)
- Chris Storey (från All Shall Perish)
- Buz McGrath (från Unearth)
- Kris Norris (från Darkest Hour)
- James Gericke (från Skyline Collapse)
- Rocky Gray (från Living Sacrifice)

## Diskografi
Sudioalbum
- 2008: Total Brutal
- 2009: Double Brutal
- 2014: Triple Brutal

EP
- 2008: A Very Brutal Christmas
- 2011: Jingle All the Way

Singel
- 2009: "I Need Your Clothes, Your Boots, and Your Motorcycle"